# Dangers
Dangers ist eine Gemeinde im französischen Département Eure-et-Loir in der Verwaltungsregion Centre-Val de Loire. Sie gehört zum Kanton Illiers-Combray und zum Arrondissement Chartres. Nachbargemeinden sind Mittainvilliers-Vérigny im Westen und im Norden, Briconville im Osten und Bailleau-l’Évêque im Süden.

## Bevölkerungsentwicklung
| Jahr      | 1962 | 1968 | 1975 | 1982 | 1990 | 1999 | 2008 | 2015 |
| --------- | ---- | ---- | ---- | ---- | ---- | ---- | ---- | ---- |
| Einwohner | 192  | 209  | 266  | 315  | 328  | 382  | 412  | 425  |

## Sehenswürdigkeiten

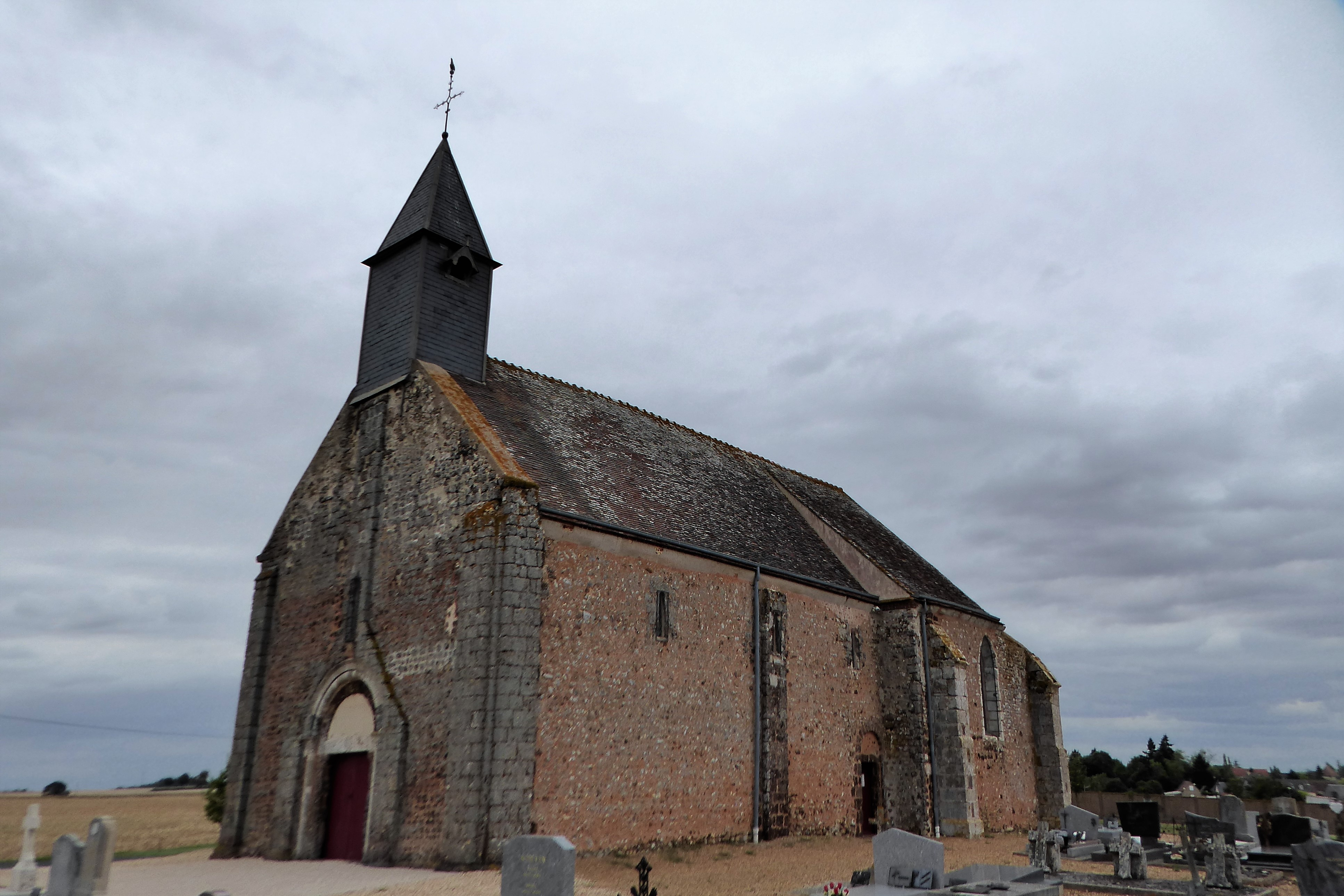
Kirche Saint-Rémy

- Kirche Saint-Rémy